# فوجیو ماسوئوکا
فوجیو ماسوئوکا (به ژاپنی: 舛岡 富士雄؛ زادهٔ ۸ مهٔ ۱۹۴۳) مهندس ژاپنی است که پیش‌تر در شرکت «توشیبا» و «دانشگاه توهوکو» فعالیت داشته و در حال حاضر به‌عنوان مدیر ارشد فناوری (CTO) شرکت «یونی‌سانتیس الکترونیکس» مشغول به کار است. او بیش‌تر به‌عنوان ابداع‌گر حافظهٔ فلش شناخته می‌شود؛ از جمله توسعهٔ دو نوع حافظهٔ فلش NOR و NAND در دههٔ ۱۹۸۰ میلادی. ماسوئوکا همچنین در سال ۱۹۸۸، نخستین ترانزیستور دروازه-سراسر-محیط (GAA MOSFET یا GAAFET)، که یکی از ترانزیستورهای سه‌بعدی و غیرمسطح (non-planar) اولیه به‌شمار می‌رود، را نیز اختراع کرد.

## زندگی
ماسوکا در دانشگاه توهوکو در سندای ژاپن تحصیل کرد و در سال ۱۹۶۶ مدرک کارشناسی مهندسی و در سال ۱۹۷۱ مدرک دکترا گرفت. او در سال ۱۹۷۱ به توشیبا پیوست. در آنجا، او حافظه نیم‌رسانا اکسید فلزی تزریق بهمنی با گیت انباشته (SAMOS) را اختراع کرد که پیش‌درآمدی بر حافظه فقط خواندنی قابل برنامه‌ریزی و پاک شدن الکتریکی (ئی‌ئیپ‌رام) و حافظه فلش بود. در سال ۱۹۷۶، او حافظه دسترسی تصادفی پویا را با ساختار پلی سیلیکونی دوگانه توسعه داد. در سال ۱۹۷۷ به بخش تجاری نیم‌رسانا توشیبا نقل مکان کرد و در آنجا یک مگابایتی را توسعه داد.
ماسوکا بیشتر از ایده حافظه غیرفرار، حافظه‌ای که حتی با قطع برق نیز دوام می‌آورد، هیجان‌زده بود. پاک کردن حافظه ئی‌ئیپ‌رام آن زمان بسیار طولانی طول می‌کشید. او فناوری «دروازه شناور» را توسعه داد که می‌توانست بسیار سریع‌تر پاک شود. او در سال ۱۹۸۰ به همراه هیساکازو ایزوکا ثبت اختراع کرد.همکارش شوجی آریزومی کلمه «فلش» را پیشنهاد داد زیرا فرایند پاک کردن او را به یاد فلش دوربین می‌انداخت. نتایج (با ظرفیت تنها ۸۱۹۲ بایت) در سال ۱۹۸۴ منتشر شد و پایه و اساس فناوری حافظه فلش با ظرفیت‌های بسیار بزرگتر شد. ماسوکا و همکارانش اختراع فلش NOR را در سال ۱۹۸۴، و سپس فلش NAND را در نشست بین‌المللی دستگاه‌های الکترونی مؤسسه مهندسان برق و الکترونیک ۱۹۸۷ (واکنش دیلز–آلدر نیازمند الکترون معکوس) که در سانفرانسیسکو برگزار شد، ارائه کردند. توشیبا در سال ۱۹۸۷ حافظه فلش NAND را به صورت تجاری عرضه کرد. توشیبا به خاطر این اختراع چند صد دلار پاداش به ماسوکا داد و بعداً سعی کرد او را تنزل رتبه دهد. اما این شرکت آمریکایی اینتل بود که میلیاردها دلار از فروش فناوری‌های مرتبط درآمد کسب کرد. بخش مطبوعاتی توشیبا به فوربس گفت که اینتل حافظه فلش را اختراع کرده است.
در سال ۱۹۸۸، یک تیم تحقیقاتی توشیبا به رهبری ماسوئوکا اولین ترانزیستور ماسفت با گیت همه‌جانبه (GAA) (GAAFET) را به نمایش گذاشت. این یک ترانزیستور سه‌بعدی غیرمسطح اولیه بود و آنها آن را «ترانزیستور گیت احاطه‌کننده» (SGT) نامیدند. او در سال ۱۹۹۴ استاد دانشگاه توهوکو شد. ماسوئوکا جایزه یادبود مؤسسه مهندسان برق و الکترونیک در سال ۱۹۹۷ دریافت کرد. در سال ۲۰۰۴، ماسوکا به عنوان مدیر ارشد فنی ونیسنتیس الکترونیکس منصوب شد و هدفش توسعه یک ترانزیستور سه‌بعدی بر اساس اختراع قبلی خود، ترانزیستور با گیت احاطه‌کننده (SGT)، از سال ۱۹۸۸ بود. در سال ۲۰۰۶، او یک دعوی حقوقی با توشیبا را با پرداخت ۸۷ میلیون ین (حدود ۷۵۸۰۰۰ دلار آمریکا) حل و فصل کرد.
او در مجموع ۲۷۰ اختراع ثبت شده و ۷۱ اختراع در حال بررسی دارد. او به عنوان یکی از نامزدهای بالقوه جایزه نوبل فیزیک، به همراه رابرت اچ. دنارد که تک ترانزیستوری را اختراع کرد، پیشنهاد شده است.

## جوایز و افتخارات
- ۱۹۹۷ - جایزه موریس لیبمن انجمن مهندسان برق و الکترونیک آمریکا
- ۲۰۰۷ - مدال افتخار (ژاپن)
- ۲۰۱۳ - شخصیت دارای شایستگی فرهنگی
- ۲۰۱۶ - نشان گنجینه مقدس